# 1204 dans les croisades

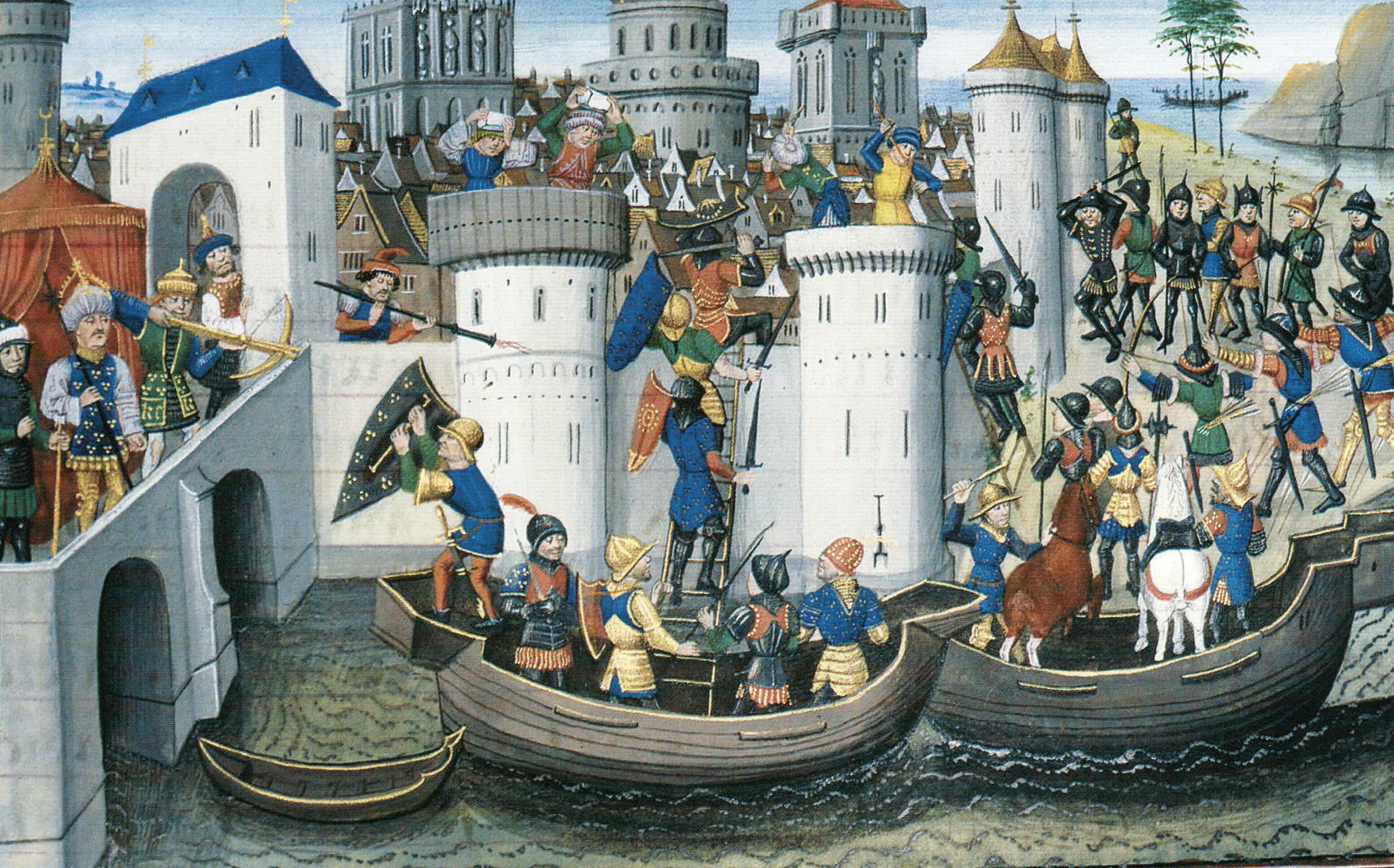
prise de Constantinople

Cette page regroupe les évènements concernant les Croisades qui sont survenus en 1204 :
- 28 janvier : les Byzantins se révoltent contre les croisés de la quatrième croisade et déposent Isaac II et Alexis IV. Alexis V Muzuphle monte sur le trône[1].
- 12 avril : seconde prise de Constantinople par les croisés et fondation de l'empire latin de Constantinople[1].
- 9 mai : Baudouin IX, comte de Flandre et de Hainaut est élu empereur latin de Constantinople par les croisés[1].
- 16 mai : Baudouin IX, comte de Flandre et de Hainaut est sacré empereur latin de Constantinople[1].
- septembre : avec le détournement de la quatrième croisade sur Constantinople, Amaury II de Lusignan est obligé de renouveler une trêve avec le sultan ayyubide Al-Adil Sayf al-Din[1].
- 6 décembre : Les croisés battent Théodore Ier Lascaris à Poimaneon[1].